# Felsberg (Hesja)
Felsberg – miasto w Niemczech, w kraju związkowym Hesja, w rejencji Kassel, w powiecie Schwalm-Eder.

## Współpraca
Miejscowości partnerskie:
- Cheddar, Anglia
- Dingelstädt, Turyngia
- Felsberg – dzielnica gminy Überherrn, Saara
- Felsberg, Szwajcaria